# Recanoz
Recanoz és un municipi francès situat al departament del Jura i a la regió de Borgonya - Franc Comtat. L'any 2007 tenia 63 habitants.

## Demografia

### Població
El 2007 la població de fet de Recanoz era de 63 persones. Hi havia 28 famílies de les quals 8 eren unipersonals (8 homes vivint sols), 16 parelles sense fills i 4 parelles amb fills.
La població ha evolucionat segons el següent gràfic:
Habitants censats

### Habitatges
El 2007 hi havia 38 habitatges, 32 eren l'habitatge principal de la família, 4 eren segones residències i 2 estaven desocupats. 37 eren cases i 1 era un apartament. Dels 32 habitatges principals, 30 estaven ocupats pels seus propietaris i 2 estaven llogats i ocupats pels llogaters; 1 tenia dues cambres, 7 en tenien tres, 11 en tenien quatre i 13 en tenien cinc o més. 27 habitatges disposaven pel capbaix d'una plaça de pàrquing. A 13 habitatges hi havia un automòbil i a 15 n'hi havia dos o més.

### Piràmide de població
La piràmide de població per edats i sexe el 2009 era:
| Homes | Edats   | Dones |
| ----- | ------- | ----- |
| 0     | 95 o +  | 0     |
| 0     | 90 a 94 | 0     |
| 0     | 85 a 89 | 1     |
| 2     | 80 a 84 | 0     |
| 1     | 75 a 79 | 2     |
| 2     | 70 a 74 | 3     |
| 3     | 65 a 69 | 5     |
| 2     | 60 a 64 | 2     |
| 2     | 55 a 59 | 1     |
| 4     | 50 a 54 | 2     |
| 2     | 45 a 49 | 2     |
| 1     | 40 a 44 | 4     |
| 2     | 35 a 39 | 0     |
| 0     | 30 a 34 | 0     |
| 1     | 25 a 29 | 1     |
| 1     | 20 a 24 | 0     |
| 1     | 15 a 19 | 1     |
| 3     | 10 a 14 | 1     |
| 0     | 5 a 9   | 0     |
| 0     | 0 a 4   | 0     |

## Economia
El 2007 la població en edat de treballar era de 43 persones, 33 eren actives i 10 eren inactives. De les 33 persones actives 31 estaven ocupades (17 homes i 14 dones) i 2 estaven aturades (2 homes). De les 10 persones inactives 3 estaven jubilades, 3 estaven estudiant i 4 estaven classificades com a «altres inactius».
Activitats econòmiques
Dels 4 establiments que hi havia el 2007, 1 era d'una empresa de construcció, 2 d'empreses de comerç i reparació d'automòbils i 1 d'una empresa de transport.
L'únic servei als particulars que hi havia el 2009 era una empresa de construcció.

## Poblacions més properes
El següent diagrama mostra les poblacions més properes.